# Liste des stations de radio disparues en France
 (février 2024).
Si vous disposez d'ouvrages ou d'articles de référence ou si vous connaissez des sites web de qualité traitant du thème abordé ici, merci de compléter l'article en donnant les références utiles à sa vérifiabilité et en les liant à la section « Notes et références ».
Cette liste des stations de radio disparues en France a pour but de recenser toutes les stations de radio ayant émis dans le passé depuis le territoire français. Ces radios ont pu avoir un statut public ou privé (radio commerciale, associative ou étudiante), et avoir émis de façon légale ou illégale (radio pirate). Elles ont pu présenter un caractère national, régional ou local.
L'article se compose de 96 listes (une par département de métropole) qui indiquent pour chacune d'elles, en début de boîte déroulante, un article détaillé dans lequel on pourra trouver des informations supplémentaires sur chaque radio disparue ainsi que la source associée. Ici, succinctement, pour chaque radio, il n'est mentionné que la commune qui abrite son siège et les dates de création et de disparition.

## Départements 51 à 60
,